# Крейслер, Фриц
Фриц Кре́йслер (реже Крайслер, нем. Fritz Kreisler; 2 февраля 1875, Вена — 29 января 1962, Нью-Йорк) — австрийский и американский скрипач и композитор.
На рубеже XIX—XX веков Фриц Крейслер был одним из самых известных скрипачей мира, и по сегодняшний день он считается одним из лучших мастеров игры на скрипке.

## Биография
Крейслер был сыном еврейского врача Самуэля Крейслера (который лечил в том числе Зигмунда Фрейда). Его мать Анна Рехес (Anna Reches) (1852—1909) вышла замуж за доктора Крейслера в 1871 году. Первые уроки игры на скрипке он получил от своего отца в возрасте четырех лет.  Сообщение о том, что Крейслер был крещён в возрасте двенадцати лет, можно найти в многочисленных вторичных источниках, но оно не подтверждается первичными венскими источниками. 
В семь лет получил право обучаться в Венской консерватории (ныне Венский университет музыки и исполнительского искусства), став самым молодым её студентом в истории, допущенным в виде исключения — по правилам в консерваторию принимались лица не моложе 14 лет. Занимался по классу скрипки у Йозефа Хельмесбергера (младшего) и теории музыки у Антона Брукнера. В девять лет Крейслер впервые выступил на публике, а ещё через год окончил консерваторию с золотой медалью. Продолжил совершенствоваться в Парижской консерватории у Жозефа Массара (скрипка) и Лео Делиба (теория и композиция). В 1887 году Крейслер получил первую премию на выпускном экзамене, после чего решил начать самостоятельную творческую карьеру.
В 1888—1889 Крейслер совершает концертный тур по США вместе с пианистом Морицем Розенталем, однако публика принимает его весьма сдержанно. Вернувшись в Вену, он поступил в гимназию, а затем два года учился на медицинском отделении университета, после чего служил в армии. В 1896 году Крейслер пытается поступить в оркестр Венской придворной оперы, но не проходит по конкурсу из-за своей слабой способности к чтению с листа, что не мешает ему, тем не менее, начать сольную карьеру. Уже через два года он даёт концерт с Венским филармоническим оркестром, по иронии судьбы, сформированным из музыкантов того самого состава, в который его не приняли. Настоящее международное признание приходит к скрипачу в 1899 году, когда он впервые выступил с Берлинским филармоническим оркестром под управлением Артура Никиша. В следующем сезоне (1900—1901) Крейслер гастролировал в США, а 12 мая 1902 года дал первый концерт в Лондоне. Английская музыкальная общественность с восторгом приняла скрипача, в 1904 ему была присуждена золотая медаль Лондонского филармонического общества, а композитор Эдуард Элгар посвятил ему свой Скрипичный концерт, впервые исполненный Крейслером 10 ноября 1910 года под управлением автора.
С началом Первой мировой войны Крейслер ушёл на фронт в составе австрийской армии, однако был демобилизован после ранения в октябре 1914 и вскоре уехал в США. В 1924 году скрипач вернулся в Европу, где жил сначала в Берлине, а затем во Франции. 
После усиления нацистских настроений в Европе Крейслер в 1938 году вновь уехал в США, где в 1943 получил американское гражданство. Несмотря на тяжёлую автокатастрофу, в которую он попал в 1941 году, он вскоре вернулся к активной концертной деятельности. Последнее публичное выступление Крейслера состоялось 1 ноября 1947 в Карнеги-холле. В течение последующих нескольких лет он ещё выступал на телевидении, но вскоре решил окончательно завершить карьеру музыканта из-за прогрессирующей слепоты и глухоты (последствий автокатастрофы). Свою уникальную коллекцию скрипок XVIII века Крейслер продал, оставив себе единственный инструмент работы Жана Вийома 1860 года. Последние годы жизни скрипач провёл в Нью-Йорке.

## Творчество
Крейслер — один из крупнейших скрипачей первой половины XX века. Его исполнение отличалось технической безукоризненностью, точной фразировкой, элегантным и тёплым звучанием, живым ритмом. Его тёплый, «тающий» (schmelzender) тон соответствовал легендарному звучанию «старо-венского» скрипичного тона, например, Франца Клемента (первого исполнителя скрипичного концерта Бетховена) или Игнаца Шуппанцига, которое было передано Крейслеру Йозефом Майзедером через Йозефа Хельмесбергера (младшего). Техника вибрато, которую, по словам самого Крейслера, он перенял у Генрика Венявского, также была одной из отличительных черт его игры. Тем не менее, утверждение о том, что Крейслер является изобретателем современного непрерывного вибрато, хотя и часто цитируется, не может быть исторически доказано. Сохранилось достаточно большое количество его записей, относящихся в основном к 1920-м — 1930-м годам, среди которых — концерты Баха, Моцарта, Бетховена, Паганини, Мендельсона, скрипичные сонаты Шуберта и Грига (с Сергеем Рахманиновым) и др.
Крейслер был талантливым композитором, среди его сочинений Концерт для скрипки с оркестром соль мажор,  струнный квартет, оперетты («Цветы яблони» — 1919, «Сисси» — 1932), а также произведения для скрипки соло — каденции к концертам Брамса и Бетховена (наиболее часто исполняемая наряду с каденцией Йозефа Йоахима), к сонате Тартини «Дьявольские трели», многочисленные пьесы для скрипки и ф-но, в наше время часто исполняющиеся «на бис» — «Китайский тамбурин» (Tambourin chinois), «Маленький венский марш» (Kleiner Wiener Marsch / Marche miniature Viennoise), «Прекрасный розмарин» (Schön Rosmarin), «Муки любви» (Liebesleid), «Радость любви» (Liebesfreud), написанные в «венском стиле».

### Музыкальные мистификации
Крейслер — автор по меньшей мере 16 музыкальных произведений, которые приписывал композиторам эпохи барокко и венской классики:   
1. Allegretto Л. Боккерини
2. Andantino Дж. Б. Мартини
3. Aubade Provençale ("Провансальская серенада") Луи Куперена
4. Песня Людовика XIII и павана Луи Куперена
5. Каприс "Охота" (La Chasse) Жана-Батиста Картье[1]
6. Grave В. Ф. Баха
7. Менуэт Н. Порпоры
8. Прелюдия и Allegro Г. Пуньяни
9. La Précieuse Луи Куперена
10. Молитва (Preghiera) Дж. Б. Мартини
11. Скерцо К. Диттерсдорфа
12. Сицилиана и ригодон Ф. Франкёра
13. Этюд на хорал Яна Стамица
14. Tempo di minuetto Г. Пуньяни
15. Вариации на тему Корелли Дж. Тартини
16. Скрипичный концерт C-dur А. Вивальди

В 1935 году Крейслер признался, что на самом деле «классические пьесы» сочинены им, вызвав небольшой скандал, который поставил в неловкое положение музыкальных критиков, не заметивших мистификации.

## Коллекция инструментов
Фриц Крейслер владел несколькими антикварными скрипками, созданными известными скрипичными мастерами (среди которых Антонио Страдивари, Пьетро и Джузеппе Гварнери, Карло Бергонци), большинство из которых, в конечном итоге, стали носить его имя.
Крейслер долгое время играл на скрипке Гварнери «Дель-Джезу», однако был вынужден передать её в дар Библиотеке Конгресса в обмен на урегулирование его налоговой задолженности с налоговой службой США. После этого на протяжении более десяти лет использовал в качестве первой скрипки инструмент работы Карло Бергонци. В качестве второго инструмента нередко использовал скрипку Жана Батиста Вийома (1860 года), единственную, которую он оставил себе после распродажи всей коллекции.

## Признание
Эжен Изаи посвятил Крейслеру четвертую из шести своих сольных сонат.
В Вене с 1979 года проводится Международный конкурс скрипачей имени Фрица Крейслера.